# 古豊千村
古豊千村（こほうちそん）は、鳥取県西伯郡にあった村。現在の米子市の一部にあたる。

## 地理
米子平野の中央部、日野川の下流右岸に広がる平坦地に位置していた。

## 歴史
- 1889年（明治22年）10月1日、町村制の施行により、会見郡高島村、古豊千村が合併して村制施行し、古豊千村が発足[1][2]。旧村名を継承した高島村、古豊千村の2大字を編成[2]。
- 1896年（明治29年）4月1日、郡の統合により西伯郡に所属[2]。
- 1912年（明治45年）2月1日、西伯郡王子村、八幡村と合併し春日村を新設して廃止された[1][2]。合併後、春日村大字高島村・古豊千村となる[2]。

### 地名の由来
旧古豊千村が1877年（明治10年）に成立した際、合併村の東千太村、上豊田村、下豊田村、古川村の村名各一文字を組み合わせたもの。

## 産業
- 農業